# Male Pece
Male Pece este o localitate din comuna Ivančna Gorica, Slovenia, cu o populație de 17 locuitori.